# Hamersleben
Hamersleben este o localitate din Saxonia-Anhalt, Germania.